# Алабамска пещерна риба
Speoplatyrhinus poulsoni е вид лъчеперка от семейство Amblyopsidae, единствен представител на род Speoplatyrhinus. Видът е критично застрашен от изчезване.

## Разпространение
Разпространен е в САЩ.